# 瑞耶 (热尔省)
瑞耶（法語：Juilles，法語發音：[ʒɥij]）是法国热尔省的一个市镇，属于欧什区。

## 地理
瑞耶（43°36'5"N, 0°49'48"E）面积13.86 平方千米，位于法国奧克西塔尼大區热尔省，该省份为法国西南部内陆省份，北起顺时针与洛特-加龙省、塔恩-加龙省、上加龙省、上比利牛斯省、大西洋比利牛斯省和朗德省接壤。
与瑞耶接壤的市镇（或旧市镇、城区）包括：圣卡普赖、欧比耶、日蒙、利勒-阿尔内、蒙蒂龙。

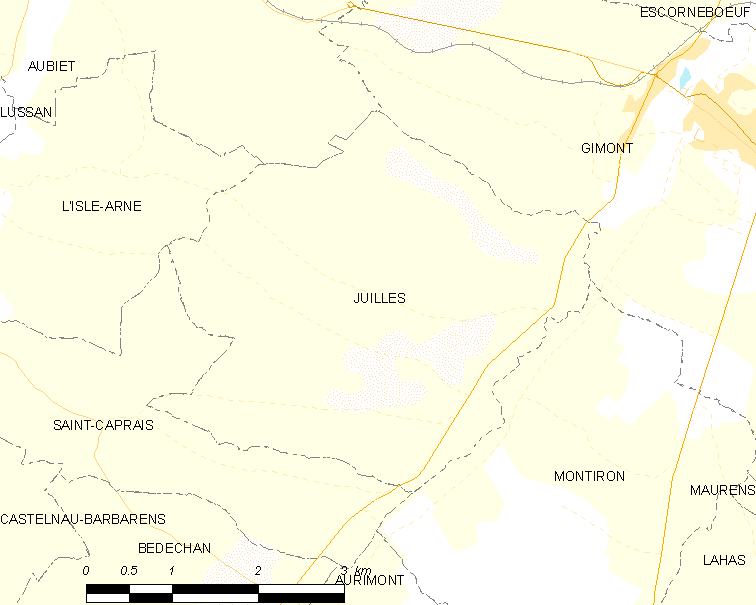
的OSM定位图

瑞耶的时区为UTC+01:00、UTC+02:00（夏令时）。

## 行政
瑞耶的邮政编码为32200，INSEE市镇编码为32165。

## 政治
瑞耶所属的省级选区为欧什第二县。

## 人口

1962-2008年间人口变化图示

瑞耶于2022年1月1日时的人口数量为229人。